# Sân bay quốc tế Arturo Merino Benítez
Sân bay quốc tế Arturo Merino Benítez "AMBIA" (IATA: SCL, ICAO: SCEL), cũng gọi là Sân bay Pudahuel và Sân bay quốc tế Santiago, nằm ở Pudahuel, Santiago. Đây là sân bay lớn nhất Chile với 9 triệu lượt khách thông qua đây năm 2007.
Sân bay này được xây giai đoạn 1961-1967 và tên gọi ban đầu theo tiếng Tây Ban Nha là Aeropuerto Internacional Pudahuel; sân bay này theo thế Sân bay Los Cerrillos. Sân bay này đã được đổi tên để vinh danh người thành lập Không quân Chile: Arturo Merino Benítez during the 1970s.
Sân bay được mở rộng năm 1994 với việc xây thêm nhà ga mới, khu đỗ xe rộng hơn. Năm 2002, một nhà ga mới được khai trương. Đường băng 17R/35L bắt đầu xây năm 2004 và mở cửa cho giao thông tháng 9 năm 2005. Tuy nhiên vài tháng sai thì phát hiện ra có nhiều hỏng hóc và phải sửa chữa đến tháng 1 năm 2006 mới xong.

## Các hãng hàng không và các tuyến điểm

### Nhà ga quốc tế
- Aerolíneas Argentinas (Buenos Aires-Ezeiza)
- Aeroméxico (Thành phố México)
- Air Canada (Buenos Aires-Ezeiza, Toronto-Pearson)
- Air France (Paris-Charles de Gaulle)
- American Airlines (Dallas/Fort Worth, Miami)
- Avianca (Bogotá)
- Copa Airlines (Panamá)
- Cubana de Aviación (La Habana) [theo mùa]
- Delta Air Lines (Atlanta)
- Gol Transportes Aéreos (Buenos Aires-Ezeiza, Lima, São Paulo-Guarulhos, Río de Janeiro-Galeão)
- Iberia (Madrid)
- LAN Airlines (Auckland, Bogotá, Buenos Aires-Ezeiza, Cancún, Caracas, Córdoba, Frankfurt, Guayaquil, La Habana, La Paz, Lima, Los Angeles, Madrid, Mendoza, México City, Miami, Montevideo, New York-JFK, Papeete, Punta Cana, Quito, Rio de Janeiro-Galeão, Rosario, Santa Cruz, São Paulo-Guarulhos, Sydney)
  - LAN Argentina (Buenos Aires-Ezeiza)
  - LAN Ecuador (Buenos Aires-Ezeiza, Guayaquil, Quito)
  - LANExpress (São Paulo-Guarulhos, Rio de Janeiro-Galeão, San Carlos de Bariloche)
  - LAN Peru (Buenos Aires-Ezeiza, Lima)
- Swiss International Air Lines (São Paulo-Guarulhos, Zürich)
- TACA
  - Lacsa (Lima, San José (CR))
  - TACA Peru (Lima)
- TAM  (São Paulo-Guarulhos, Rio de Janeiro-Galeao)
  - TAM Mercosur (Asunción)

### Nhà ga nội địa

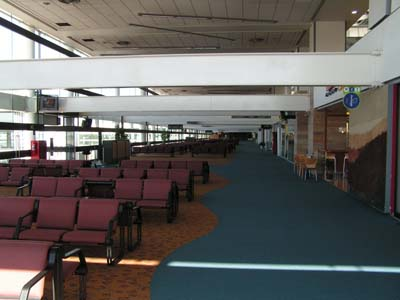
SCL's Domestic Terminal.

- LAN Airlines (Antofagasta, Balmaceda, El Salvador, Hanga Roa, Iquique, Puerto Montt, Punta Arenas, Temuco)
  - LANExpress (Antofagasta, Arica, Balmaceda, Calama, Concepción, Copiapo, El Salvador, Iquique, La Serena, Osorno, Pucón, Puerto Montt, Punta Arenas, Valdivia)
- Sky Airline (Antofagasta, Arica, Balmaceda, Calama, Concepción, Iquique, Pucon, Puerto Montt, Punta Arenas, Temuco)

### Các hãng và các tuyến từng hoạt động
- Aero Continente (Lima)
- Aeroflot (Moscow)
- Aerolineas del Sur (Antofagasta, Iquique, Punta Arenas, Temuco)
- Aeroperu (Lima)
- Alitalia (Buenos Aires-Ezeiza, Milan-Malpensa)
- AVANT (Arica, Iquique, Puerto Montt)
- British Airways (Buenos Aires-Ezeiza, London-Heathrow)
- Ladeco (Arica, Bogota, Buenos Aires-Ezeiza, Guatemala City, Guayaquil, Iquique, Mexico City, Miami, Sao Paulo-Guarulhos, San Jose (CR))
- KLM Royal Dutch Airlines (Amsterdam, Buenos Aires-Ezeiza)
- Lineas Aereas Paraguayas (Asuncion)
- Lufthansa (Buenos Aires-Ezeiza, Frankfurt, Sao Paulo-Guarulhos)
- Lloyd Aereo Boliviano (La Paz, Santa Cruz de la Sierra)
- Panagra (Miami)
- SAS (Buenos Aires-Ezeiza, Copenhagen)
- Saeta (Guayaquil, Quito)
- Swissair (Buenos Aires-Ezeiza, Zurich)
- TAME (Guayaquil, Quito)
- United Airlines (Miami)
- Viasa (Caracas)